# Jock Aird
John Rae Aird (Glencraig, 18 dicembre 1926 – Nuovo Galles del Sud, 29 giugno 2021) è stato un calciatore scozzese naturalizzato neozelandese, di ruolo difensore.

## Carriera
Per sette anni giocò nella formazione inglese del Burnley, prima di trasferirsi in Oceania. Con la nazionale scozzese prese parte al campionato mondiale del 1954.
Nel 1955 si trasferì in Nuova Zelanda, giocando per la squadra dell'Eastern Union FC (attuale Gisborne); venne naturalizzato ed ebbe modo di disputare due incontri nella nazionale neozelandese, segnando anche una rete. Nel 1959 passò in Australia, al Sydney Hakoah, dove concluse la carriera agonistica.